# Шакяй
Шакя́й (лит. Šakiai, рос. Шаки) — місто в Маріямпольському повіті Литви, адміністративний центр Шакяйського району, за 65 км на захід від Каунаса.
Місто відноситься до етнографічного району Судовія.

## Історія
Вперше Шакяй згадується у 1599 році. У 1719 році тут було збудовано костьел. А в 1805 році — протестантську кірху. Магдебурзьке право Шакяй отримало у 1776 році.
В результаті поділ Речі Посполитої місто опинилося в складі Російської імперії.
Після 1919 року Шакяй увійшло до складу Литовської республіки, а у 1940 році до складу СРСР.
Практично все місто було зруйноване під час Другої Світової війни.

## Населення
| Динаміка населення з 1797 по 2011 |          |          |      |          |          |      |          |
| 1797                              | 1862     | 1897пер. | 1903 | 1923пер. | 1970пер. | 1976 | 1979пер. |
| 1500                              | 3443     | 2211     | 2900 | 2044     | 4223     | 5000 | 5955     |
| 1989пер.                          | 2001пер. | 2011пер. | -    | -        | -        | -    | -        |
| 7226                              | 6795     | 6051     | -    | -        | -        | -    | -        |
| Гістограма динаміки населення     |          |          |      |          |          |      |          |

## Освіта
- Школа;
- Гімназія;
- Бібліотека.

### Видатні жителі
Вінцас Кудирка (1858–1899), в 1890–1894 рр. працював лікарем в Шакяї; перекладач, поет та журналіст; автор музики та тексту литовського національного гімну Tautiška Giesmė, лікар за освітою
Dainius Adomaitis (1974-), баскетболіст
Kęstutis Smirnovas (1976-), sportininkas, politikas
Kęstutis Smirnovas (1976-), спортсмен, політик

## Міста-побратими
- Голдап, Польща.

## Світлини

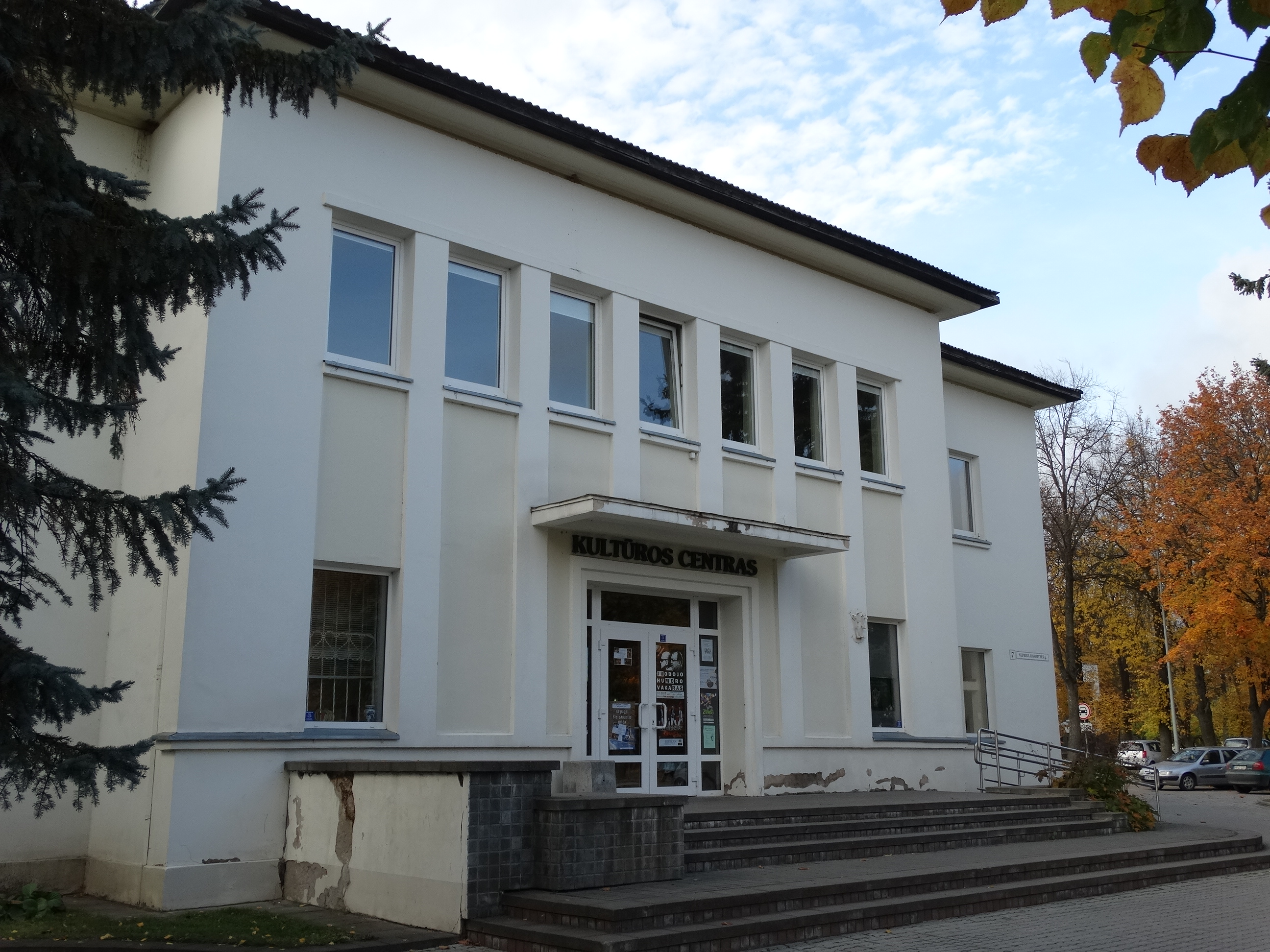
Цент культури
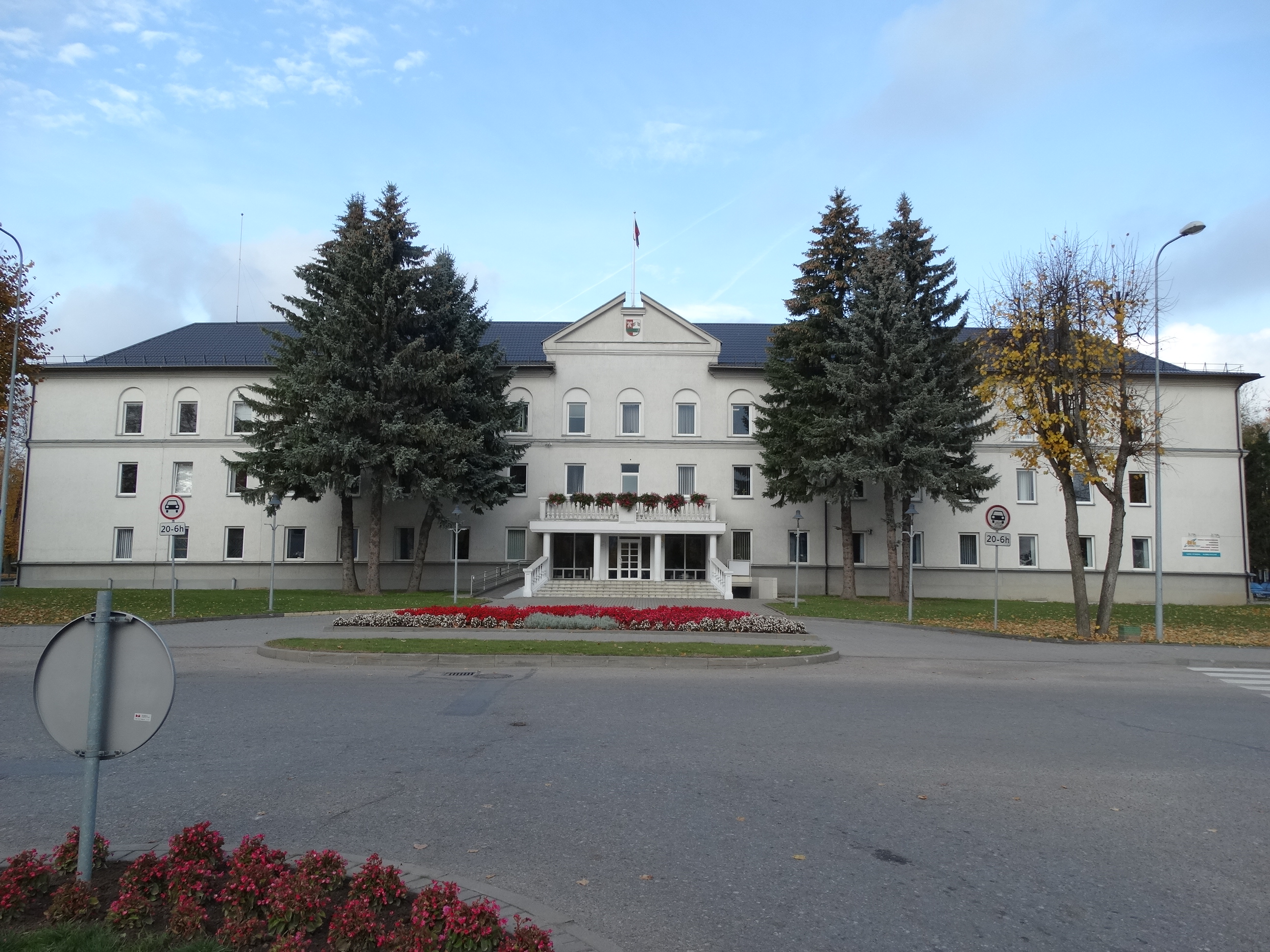
Мерія
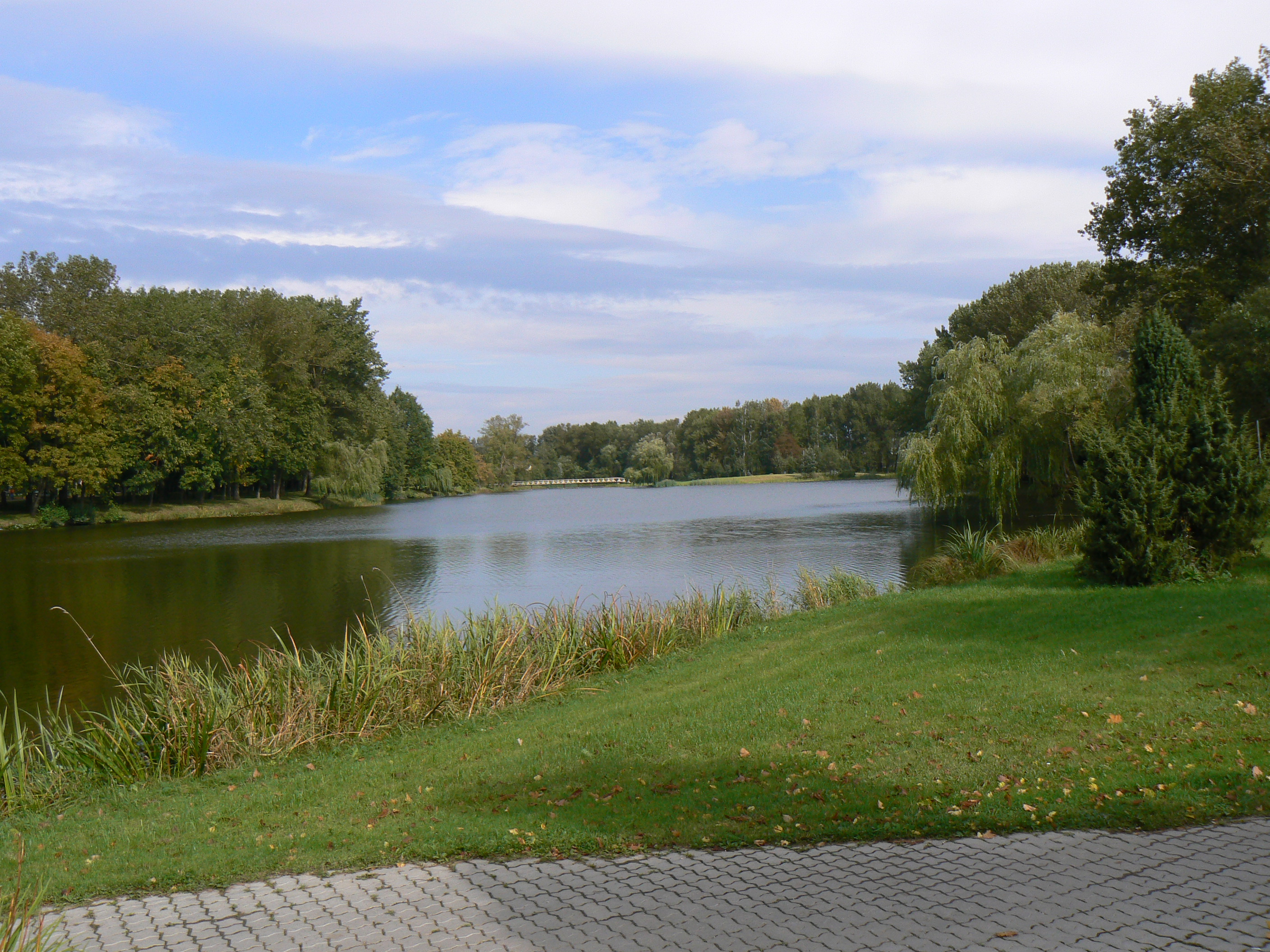
Парк міста